# 瓦萊爾·熱爾曼
瓦萊爾·布吕诺·勒内·熱爾曼（法語：Valère Bruno René Germain；1990年4月17日—）是一位法國足球運動員，在場上司職前鋒，他同時代表法國國青隊參賽。

## 事業

### 俱樂部生涯
熱爾曼在青年時加入摩納哥後備球隊，並與球隊參與2008年至2009年法國業餘聯賽賽季。2009年球季結束後，熱爾曼與摩納哥簽署第一份職業球隊合約，為期三年。雖然熱爾曼已經簽署職業球隊合約，但他接下來兩個球季仍待在後備球隊。
2011年5月1日，摩納哥對聖伊天時，熱爾曼以替補身份首次在職業賽登場。在球季結尾時，熱爾曼在摩納哥對里昂以替補身份上場，然而摩納哥以0-2遭里昂擊敗，確認下一季將被降級至法乙。
在法乙期間，熱爾曼確定成為職業隊班底，並在2011年8月15日對蘭斯時上場。熱爾曼在該場比賽踢進在摩納哥期間首次進球，然而摩納哥卻以1-2遭蘭斯擊敗。接下來幾個月，熱爾曼在對色當踢進在摩納哥期間第二次進球，而摩納哥也以2-2與色當打平。在2012年至2013年球季，熱爾曼出賽35場進14球，而摩納哥也在一年之間從法乙升回法甲。2013年7月23日，熱爾曼與摩納哥延長合約至2017年。

### 尼斯
2015年7月，熱爾曼自摩納哥租借至尼斯，而尼斯在熱爾曼租借期過後可選擇是否正式轉會。

### 國際賽生涯
熱爾曼曾是法國國青隊21歲以下國家足球隊球員。2011年6月2日，熱爾曼首次在21歲以下國際足球賽登場，該場比賽法國最後以1-0擊敗塞爾維亞。

## 個人生活
熱爾曼的父親是前法國國腳及馬賽球員布魯諾·吉爾曼。

## 外部連結
- 瓦里爾·吉爾曼 法國聯賽統計 於lfp.fr
- 瓦萊爾·熱爾曼在《隊報》足球中的档案 （法文）
- 足球数据库：瓦萊爾·熱爾曼的球员统计数据